# ヘンリー・ヴェイン (初代ダーリントン伯爵)
初代ダーリントン伯爵ヘンリー・ヴェイン（英語: Henry Vane, 1st Earl of Darlington PC (Ire)、1705年ごろ – 1758年3月6日）は、グレートブリテン王国の貴族、政治家。庶民院議員（在任：1726年 – 1753年）、アイルランド副大蔵卿（在任：1742年 – 1744年）、下級大蔵卿（在任：1749年 – 1755年）、陸軍支払長官（在任：1755年 – 1756年）を歴任した。

## 生涯
第2代バーナード男爵ギルバート・ヴェインと妻メアリー（Mary、旧姓ランディル（Randyll、1682年 – 1728年8月4日、モーガン・ランディルの娘）の息子として、1705年ごろに生まれた。家庭教師の教育を受けた。
1726年5月に行われたローンストン選挙区の補欠選挙に出馬して、政府の支持を受けて当選した。1727年イギリス総選挙ではカウンティ・ダラムからの出馬を検討したが、ヴェインと現職議員でホイッグ党所属のジョン・ヘッドワースのほかにジョージ・ボーズも出馬を表明しており、ダラム主教ウィリアム・タルボットが調停に乗り出した。ダラムはボーズにモーペス選挙区でヴェインを当選させ、その代償としてヴェインがカウンティ・ダラムからの出馬をとりやめる上ボーズを支持することを提案した。ボーズはモーペス選挙区の議席をヴェインに与えられなかったが、政府がセント・モーズ選挙区でヴェインを当選させたため、カウンティ・ダラムでの選挙は無投票に終わった。1734年イギリス総選挙ではセント・モーズで再選したが、1739年に次の総選挙で再びカウンティ・ダラムから出馬することを表明、1741年イギリス総選挙でジョン・エイズラビーとウィリアム・エイズラビーの支持を受けてリポン選挙区で当選した。
与党派ホイッグ党に所属する初代ニューカッスル公爵トマス・ペラム＝ホリスと従兄弟の関係だったため、庶民院でも与党を支持すると予想されたが、実際には妻の親族（母の兄弟の息子）にあたるウィリアム・パルトニー（野党派ホイッグ党所属）を支持した。そのため、パルトニーが政権につくとヴェインも官職を与えられるものとされ、1733年には野党の影の内閣で宮内副長官の官職を充てられ、ジョージ2世がこれを聞いて怒ったという。そして、1742年にウォルポール内閣が崩壊すると、パルトニーの尽力により同年8月にアイルランド副大蔵卿およびアイルランド陸軍支払長官に任命され、9月18日にアイルランド枢密院の枢密顧問官に任命された。1744年12月にパルトニーとその支持者が政権から追い出されると、ヴェインもアイルランド副大蔵卿と陸軍支払長官の官職を失った。
1747年イギリス総選挙で三たびカウンティ・ダラムから出馬したが、このときにはヘッドワースが死去していたため、ヴェインが当選を果たした。この頃にはニューカッスル公爵もその弟ヘンリー・ペラムも息子がおらず（ペラムは息子を2人もうけたが、2人ともに1739年に死去した）、初代ニューカッスル公爵ジョン・ホリスの遺言状に基づきニューカッスル公爵家の遺産の大半がヴェイン家に継承される見込みだったため、ヴェイン家とペラム家の関連が強まり、ヴェイン自身もニューカッスル公爵と親しくなろうと努力した。ただし、ニューカッスル公爵は金づかいが荒く、領地が多額の抵当に入っていたため、ヴェインと第2代ヴェイン子爵ウィリアム・ヴェイン（ヴェインの叔父の息子）を説得し、6万ポンドを受け取って相続権を放棄させた。そして、ヴェインは1749年5月にペラム兄弟から下級大蔵卿（Lord of Treasury）の任命を受けた。
1753年4月27日に父が死去すると、バーナード男爵位を継承した。1726年から1753年までの27年間庶民院議員を務めたが、議会で演説したことはなかった。1754年4月3日、ニューカッスル公爵によりカウンティ・ダラムにおけるダーリントン伯爵とバーナーズ・キャッスルのバーナード子爵に叙された。この叙爵に対し、ジョージ2世はニューカッスル公爵が叙爵を相続権放棄への補償として与えているのではないかと疑い、叙爵の許可を遅滞させたという。1755年10月のヘンリー・フォックス入閣に伴い下級大蔵卿を解任されたが、同年12月に陸軍支払長官（ダプリン子爵トマス・ヘイとの共同就任）に任命され、1756年末にピット＝デヴォンシャー公爵内閣が成立すると退任した。
1748年にハートルプール市長を、1755年にダラム市長を務めた。1753年3月21日年にダラム統監に、1755年2月20日にダラム海軍次官に任命され、いずれも1758年に死去するまで務めた。
1758年3月6日に死去、長男ヘンリーが爵位を継承した。

## 人物と私生活
ホレス・ウォルポールから度々揶揄されている。ニューカッスル公爵へのおべっかには「（下級大蔵卿を務めていたヴェインが）大蔵省にいないときは、専らニューカッスル公爵夫人の最新の寵臣で、ハノーファーから連れてきた豚のためにドアを開けたり閉めたりしている」（When not at the Treasury he was said to have been entirely employed in opening and shutting the door for the Duchess of Newcastle’s latest favourite, ‘a common pig, that she had brought from Hanover’）と述べ、庶民院で1度も演説しなかった理由には「舌が口からだらりとたれてくるほど長いため、演説ができない」（being prevented from doing so by ‘a monstrous tongue which lolled out of his mouth’）と述べた。また、性格については「彼は酔うと、知っていることをすべて述べた。しらふのときは知らないことも述べた」（whenever he was drunk told all he knew, and when he was sober, more than he knew）揶揄した。
ダニエル・ギャレットとジェームズ・ペインを招聘して、自領のレイビー城の大規模改築を進めた。この改築では内装にパッラーディオ様式を、外装にゴシック様式を採用した。

## 家族
1725年9月2日、グレース・フィッツロイ（Grace FitzRoy、1697年3月28日 – 1763年9月29日、第2代クリーヴランド公爵チャールズ・フィッツロイの娘）と結婚、3男3女をもうけた。
- ヘンリー（英語版）（1726年 – 1792年9月8日） - 第2代ダーリントン伯爵
- アン（英語版）（1766年9月14日没） - 1745年3月21日にチャールズ・ホープ＝ヴィアー閣下（英語版）と結婚したが、1757年に離婚した。その後、ジョージ・モンソン閣下（Hon. George Monson）と再婚した[11]
- フレデリック（英語版）（1732年6月26日 – 1801年4月28日） - 庶民院議員。1758年6月15日、ヘンリエッタ・メレディス（Henrietta Meredith、アモス・メレディスの娘）と結婚、子供あり。1797年、グレース・ライザート（Grace Lysaght、アーサー・ライザートの娘）と再婚[12]
- レイビー（英語版）（1736年1月2日 – 1769年10月23日） - 海軍軍人、庶民院議員。1768年4月18日、エリザベス・セイヤー（Elizabeth Sayer、ジョージ・セイヤー（英語版）の娘）と結婚、子供なし[13]
- メアリー（1781年4月11日没） - 1752年10月29日、ラルフ・カー（Ralph Carr）と結婚[11]
- ヘンリエッタ・ハリオット（Henrietta Harriott、1758年12月没） - 生涯未婚[11]